# 바이올린 소나타 (프랑크)
세자르 프랑크의 바이올린과 피아노를 위한 소나타 A장조는 그의 가장 잘 알려진 작품 중 하나다. 바이올린 소나타는 1886년 세자르 프랑크가 63세였을 때 28세의 바이올리니스트 외젠 이자이의 결혼 선물로 작곡되었다.
작품은 본질적으로 순환적이며 모든 움직임은 공통 주제를 공유한다. 한 악장의 주제는 다음 악장에 다시 나타나지만 일반적으로 변형된다.